# Martin Solveig

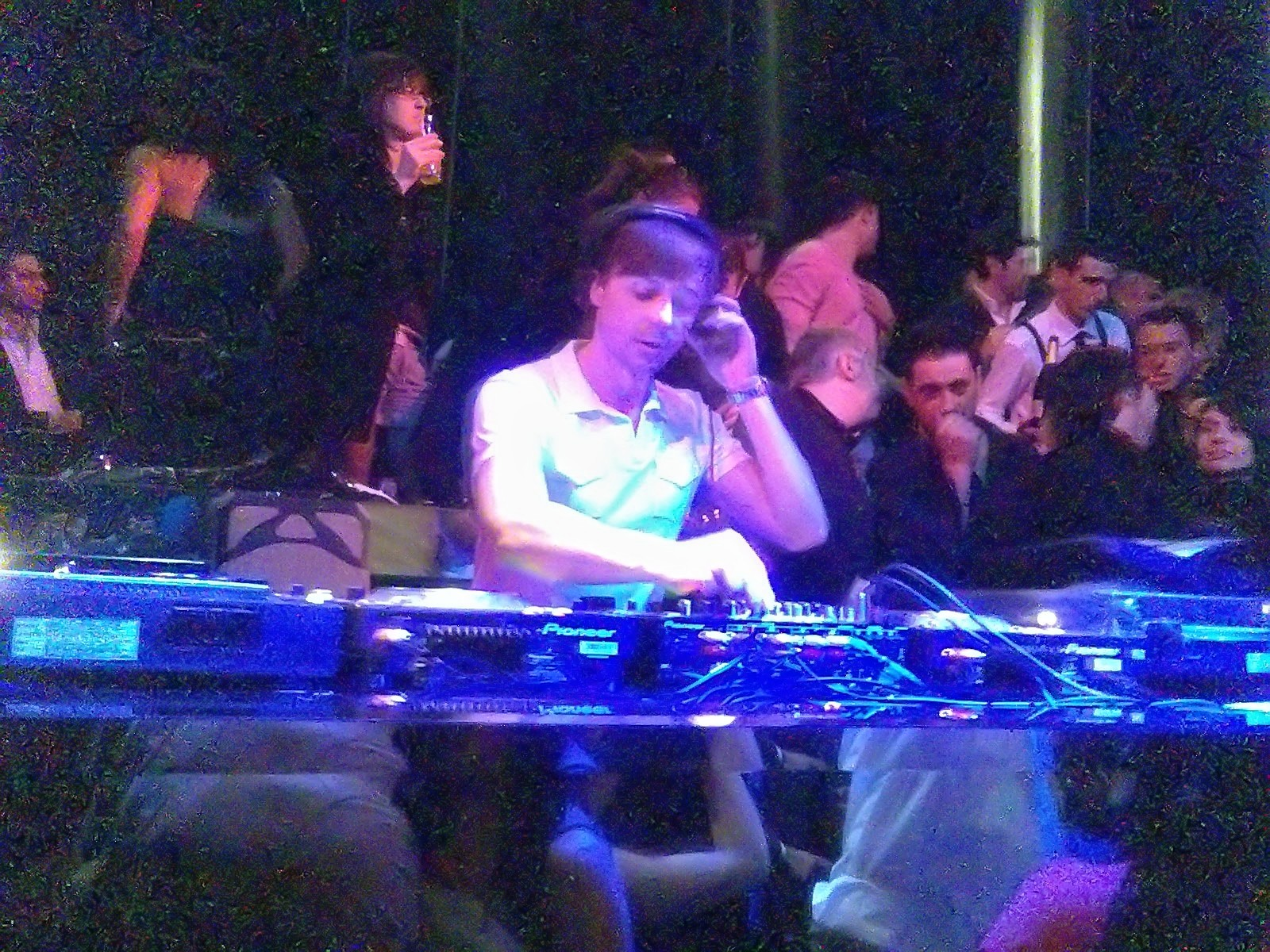
Martin Solveig dal vivo a Misano Adriatico nel 2008

Martin Solveig, pseudonimo di Martin Laurent Picandet (Parigi, 22 settembre 1976), è un disc jockey, produttore discografico e cantante francese, specializzato in house music.

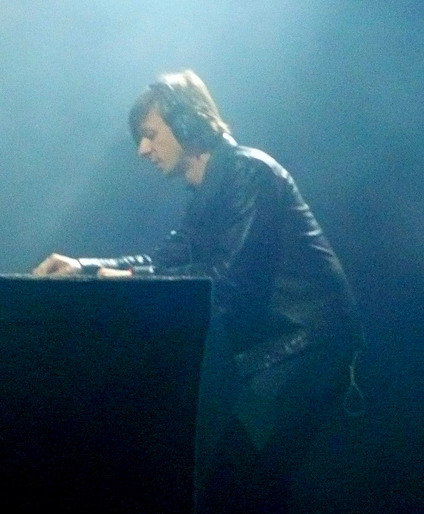
Martin Solveig dal vivo al Pukkelpop nel 2009

Per otto anni (di cui sette consecutivi) è comparso nella prestigiosa classifica Top100Djs della rivista Dj Magazine con il piazzamento più alto al n°29 nel 2011.

## Gli esordi
A 13 anni riceve i suoi primi dischi, e comincia così ad interessarsi alla dance music piuttosto che alla musica classica, che stava in quel momento studiando. Effettua i suoi primi residence al club parigino Le Palace con il supporto di Claude Monnet.
Martin Solveig si spostò successivamente al club Les Bains Douches dove lavorò con DJ come Todd Terry, Roger Sanchez e Bob Sinclar. La sua popolarità crebbe con numerosi passaggi al Queen Club sia come DJ che come art director.

## L'inizio della produzione musicale
Martin Solveig cominciò presto la sua produzione musicale. Attraverso la sua personale etichetta, realizzò due singoli, Heart of Africa e Come With Me. Questi singoli combinano tonalità dance all'utilizzo di strumenti tradizionali. Bob Sinclar gli chiese quindi di partecipare al progetto Africanism che combinava musica tribale a musica elettronica. Successivamente creò il singolo Edony che gli diede il consenso mondiale.

## La maturità
Nel 2002 creò l'album Sur La Terre, che contiene sia Heart of Africa che Edony. L'album fu pubblicato inizialmente dalla Universal Music. Un altro singolo degno di nota dell'album è Linda dove Martin Solveig effettua un tributo a Fela Kuti e Serge Gainsbourg. L'album uscì nel 2004 negli Stati Uniti d'America. Nel 2003, collaborò con Salif Keïta per Madan che scalò vertiginosamente le classifiche del settore, specialmente in Francia, Italia e Grecia. Rocking Music, dove si sentono chiaramente tonalità punk ed utilizzo di chitarre, raggiunse la Top 40 in Australia nel febbraio 2004. Madan e Rocking Music sono state entrambe inserite nel secondo album, Suite. Importanti singoli successivi sono: I'm A Good Man, Everybody e Jealousy.
Nel 2008 remixa la traccia Dégénération dell'icona pop francese Mylène Farmer. Nel 2011 partecipa alla produzione del dodicesimo album della cantante statunitense Madonna intitolato MDNA, uscito nel marzo 2012, aprendo anche molti concerti del MDNA World Tour.

## Discografia

### Album
- 2002 – Sur la Terre
- 2005 – Hedonist
- 2008 – C'est la vie
- 2011 – Smash

Album di remix
- 2003 – Suite

Raccolte
- 2006 – So Far

### Singoli
- 2003 – Madan (con Salif Keïta)
- 2004 – Rocking Music
- 2004 – I'm a Good Man
- 2005 – Everybody (feat. Lee Fields)
- 2006 – Jealousy (feat. Lee Fields)
- 2007 – Rejection
- 2008 – C'est la vie
- 2008 – I Want You (feat. Lee Fields)
- 2008 – One 2.3 Four (feat. Chakib Chambi)
- 2009 – Boys & Girls (feat. Dragonette)
- 2010 – Hello (con Dragonette)
- 2011 – Ready 2 Go (feat. Kele Okereke)
- 2011 – Big in Japan (con Dragonette, feat. Idoling!!!)
- 2012 – The Night Out
- 2013 – Hey Now (con The Cataracs, feat. Kyle)
- 2014 – Blow (con Laidback Luke)
- 2015 – Intoxicated (feat. GTA)
- 2015 – +1 (feat. Sam White)
- 2016 – Do It Right (feat. Tkay Maidza)
- 2016 – Places (feat. Ina Wroldsen)
- 2017 – All Stars (feat. Alma)
- 2018 – My Love
- 2019 – All Day and Night (con Jax Jones e Madison Beer)
- 2019 – Thing for You (feat.  David Guetta)
- 2019 – Juliet & Romeo (feat. Roy Woods)
- 2020 – Tequila (con Jax Jones e Raye)
- 2020 – No Lie (feat. Michael Calfan)
- 2022 – Lonely Heart (feat. Jax Jones, Gracey, Europa)
- 2023 – Allo Allo (feat. Raphaella)
- 2023 – Now or Never (con Faouzia)
- 2023 – I Don't Wanna Work (feat. Stefflon Don)

## Riconoscimenti
- Victoires de la musique – 28 febbraio 2009 – Victoire de l'artiste de musiques électroniques ou dance[3]
- Top 100 DJ magazine
  - 2007: #72 (Re-entry)[4]
  - 2008: #52 (Up 20)[5]
  - 2009: #47 (Up 5)[6]
  - 2010: #55 (Down 8)[7]
  - 2011: #29 (Up 26)[8]
  - 2012: #48 (Down 19)[9]
  - 2013: #77 (Down 29)[10]
  - 2014: non in lista[11]
  - 2015: non in lista[12]
  - 2016: #98 (Re-entry)